# Uniwersytet Sztokholmski
Uniwersytet Sztokholmski, Uniwersytet w Sztokholmie (szw. Stockholms universitet) – szwedzki uniwersytet państwowy w Sztokholmie. 
Działalność rozpoczął w 1878, jako Sztokholmska Szkoła Wyższa (Stockholms högskola), prowadząc otwarte wykłady z dziedziny nauk przyrodniczych. W 1904 otrzymał prawo przyznawania stopni naukowych. W 1960 otrzymał status uniwersytetu. W 2012 kształcił 66 944 studentów i zatrudniał 4932 pracowników.

## Wydziały
Na Uniwersytecie Sztokholmskim znajduje się około 70 różnych wydziałów i ośrodków w obszarach Nauk Humanistycznych i Społecznych. Niektóre z nich to:

- Wydział Biologii
- Wydział Nauk Ekologii Roślin i Ochrony Środowiska
- Wydział Biologii Molekularnej, Instytut Wenner-Gren
- Wydział Zoologii
- Wydział Chemii Analitycznej
- Wydział Biochemii i Biofizyki
- Wydział Materiałów i Chemii Środowiska
- Wydział Neurochemii
- Wydział Chemii Organicznej
- Wydział Ziemi i Kształtowania Środowiska
- Wydział Nauk Geologicznych
- Wydział Geografii Fizycznej i Geologii Czwartorzędu
- Wydział Astronomii
- Wydział Matematyki
- Wydział Matematyki i Nauk Edukacji
- Wydział Meteorologii
- Wydział Analiz i Informatyki Numerycznej
- Wydział Fizyki
- Informatyki Stacji Badawczej Tarfala
- Wydział Archeologii i Filologii Klasycznej
- Wydział Filologii Języków Bałtyckich i Germanistyki
- Wydział Badań Etnologii, Historii Religii i Płci
- Wydział Historii
- Wydział Historii Sztuki
- Wydział Edukacji Językowej
- Wydział Lingwistyki
- Wydział Literatury i Historii
- Wydział Medioznawstwa
- Wydział Badań Instytutu Muzykologii i Wydajności
- Wydział Języków Orientalnych
- Wydział Filozofii
- Wydział Romanistyki
- Wydział Języków i Literatur Słowiańskich
- Wydział Wielojęzyczności i Filologii Szwedzkiej
- Wydział Nauk Społecznych
- Wydział Nauki Systemów Komputerowych
- Wydział Studiów Dzieci i Młodzieży (w tym Centrum Studiów Kultury Dziecięcej)
- Wydział Kryminologii
- Wydział Historii Gospodarczej
- Wydział Ekonomii
- Wydział Geografii Człowieka
- Wydział Nauk Politycznych
- Wydział Psychologii
- Wydział Antropologii Społecznej
- Wydział Pracy Socjalnej
- Wydział Socjologii
- Wydział Pedagogiki Specjalnej
- Wydział Statystyk
- Instytut Międzynarodowych Stosunków Gospodarczych (IIES)
- Instytut Badań nad Stresem
- Szwedzki Instytut Badań Społecznych (SOFI)
- Centrum Badań Społecznych nad Alkoholem i Narkotykami
- Wydział Humanistyczny
- Wydziału Prawa (Juridicum)
- Wydział Nauk Przyrodniczych
- Wydział Nauk Społecznych
- Szkoła Biznesu.

## Rankingi
Według Akademickiego Rankingu Uniwersytetów Świata z 2013 Uniwersytet Sztokholmski zajął 82. pozycję spośród 500 ocenionych uniwersytetów.
W innym globalnym rankingu uczelni, Times Higher Education World University Rankings z 2013/2014, Uniwersytet Sztokholmski znalazł się na 103. miejscu spośród 400 ocenionych uniwersytetów.
Wydział Sztokholmskiej Szkoły Biznesu na Uniwersytecie Sztokholmskim zajął 2. miejsce wśród najlepszych uczelni biznesowych w całej Szwecji. Ranking został opracowany przez globalną agencję Eduniversal, zajmującą się oceną i rankingami uczelni biznesu na świecie.

## Absolwenci
Do tej pory sześciu naukowców związanych z tym uniwersytetem otrzymało Nagrodę Nobla:
- Svante Arrhenius (w 1903) – jeden z twórców chemii fizycznej
- Hans von Euler-Chelpin (w 1929) – profesor chemii organicznej
- György von Hevesy (w 1943)
- Gunnar Myrdal (w 1974)
- Paul Crutzen (w 1995)
- Tomas Tranströmer (w 2011) – laureat Nagrody Nobla w dziedzinie literatury w 2011.